# Miguel María Astraín Bada
Miguel María Astrain Bada (1934, Zaragoza, España) es un escritor, crítico literario y guionista cinematográfico, autor de 236 novelas publicadas en España, Portugal y América y de cuatro guiones de producciones cinematográficas del subgénero Spaghetti western. Ha sido uno de los tres autores más vendidos de Editorial Bruguera entre 1955 y 1979, casi siempre bajo los seudónimos de Mikky Roberts o Roberto de la Mata. 
Periodista y técnico titulado en radiodifusión, publicidad, marketing y relaciones públicas, trabajó durante 42 años (1955 a 2003) para Radio Zaragoza (EAJ 101), desempeñando, entre otras, las funciones de director de Programación, Comercial y Relaciones Públicas.
Falleció en Zaragoza el 5 de junio de 2020 a los 85 años de edad.

## Producción literaria
Además de sus numerosas novelas populares, generalmente editadas en ediciones de bolsillo y escritas bajo seudónimo, ha escrito ya en nombre propio 30 novelas de mayor calado y libros diversos: Diez ciudades, Los países del mundo, El desafío comercial, 101 ideas para vender mejor, Libro de Estilo Comercial, La vida que pasa, Historia de Aragón, Ver... ¡más allá!, Cartas a las mujeres de hoy, Figuras de mujer, La aventura del átomo, Un viaje interplanetario, Zaragoza turística, Crónica jotera, El consumidor y su psicología, Aragoneses ejemplares, Viajar es un placer, Historia de la Caja de Ahorros de Zaragoza, Aragón y Rioja, La reina de los piratas, La hija del mar, Dioses y amazonas y Una vida de primera, tal como se detalla en las referencias bibliográficas bajo el nombre de Miguel María Astrain Bada y Mikky Roberts.
Ha escrito y diseñado para Ediciones Delta, de Bayona, Francia, 197 guiones de novelas gráficas publicadas en Francia, Inglaterra, Italia, países del Benelux o Suiza. En su haber hay, también, 84 novelas radiofónicas, dos centenares de poemas, 21 cuentos, 10 volúmenes de reseñas de libros, que recogen el panorama literario de diez años en los que ejerció la crítica literaria, más de quince años de guiones semanales para el programa religioso de la Radio, Mañana fiesta, que dirigía el entrañable Antero Hombría, y miles de programas de radio o colaboraciones de prensa.
Ha obtenido por su producción literaria, radiofónica y periodística 4 Oscar de la Comunicación, Aniversario del Compromiso de Caspe, Nacional de Radio por Mañana Fiesta, Nacional Virgen del Carmen del Ministerio de Marina, dos primeros premios en la Feria del Libro, el Premio Ondas 1976 como productor y coguionista de la serie novelada para radio El Bimilenario de Zaragoza, Primer premio Centenario Caja de Ahorros, Primer Premio Semana del Oro, Premio de Relatos Francisco de Goya de la Diputación, y algunos más.

## Producción cinematográfica
En su faceta cinematográfica, escribió el guion para el documental Los Sitiados, con ocasión del 150 aniversario de los Sitios de Zaragoza de 1808 y 1809, dirigido por José Grañena. 
Posteriormente, y ya como guionista de largometrajes, varias de sus novelas le sirvieron de base para la redacción de guiones para películas del Oeste, muy de moda en la época, del género Spaghetti western. Así sucedió con la novela Bueno con el revólver, para  Oeste Nevada Joe/La sfida degli inplacabili (1964) o Un dólar de fuego /Un dolare di fuoco (1965) basado en su novela Reina de corazones; o finalmente, con La Guarida del Hampa, origen de Cinco pistolas de Texas (1967). Todas ellas fueron producciones Italo-españolas producidas por Ignacio Farrés Iquino y obtuvieron un notable éxito, rozando esta última producción el millón de espectadores en España.

## Ficción histórica
Últimamente la producción de Miguel María Astrain se decanta claramente por el género de la ficción histórica. 
En 2005 la editorial Planeta Oxford pública La reina de los piratas, novela de aventuras que recrea la figura de Isabel, la niña pirata, en un ambiente de aventuras de piratas al estilo clásico del género. En noviembre de 2009 Mira Editores pública su última novela histórica titulada Dioses y amazonas, sobre el mito primitivo amazónico que ocupó parte de la cultura griega heroica donde Heracles, Dyonissos, Creso, Midas, Zeus, Hera, Afrodita, Ishtar, los últimos hititas, y el oro de los persas de Ciro conforman un apasionante relato épico-amoroso, en el misterioso escenario del Ponto Euxino, Frigia, Tracia, Dacia, y las islas del Egeo: historia, mito, costumbres, cultura, guerras y pasión en una novela con vocación de best-seller.

## Reseña literaria
Con una prosa limpia, cuidada y siempre accesible, Miguel María Astrain relata historias que enganchan al lector, contadas con una técnica sobria sobre el tapiz de sus épocas históricas preferidas: la mitología en la antigüedad, la piratería de los siglos XVI y XVII, el far-west y la guerra fría. Novelas del oeste, de espías, de piratas o de guerreros mitológicos en donde siempre se descubre su amor por el saber y por el idioma español, al introducir numerosas referencias históricas o vocablos técnicos propios del lugar y la época en que se desenvuelve la acción.
A lo largo de toda su obra vemos representados en distinta proporción elementos centrales de la literatura de acción, como el coraje, el valor, el amor y la amistad, el sacrificio del héroe contra la injusticia y los poderosos, y sobre todo la figura de la mujer, a menudo valerosa y siempre apasionada, que alcanza su mayor exponente en ese vibrante homenaje que se contiene en Dioses y amazonas.
| FECHA     | TITULO                                  | AUTOR               | EDITORIAL                      |
| --------- | --------------------------------------- | ------------------- | ------------------------------ |
|           |                                         |                     |                                |
| 02-sep-55 | 1.- "El amor es cosa de tres"           | Roberto de la Mata  | Bruguera                       |
| 07-nov-55 | 2.- "Cuarta dimensión"                  | Mikky Roberts       | Dólar                          |
| 04-dic-55 | 3.- "Satélite científico"               | Mikky Roberts       | Dólar                          |
| Año 1956  |                                         |                     |                                |
| 06-ene-56 | 4.-"Continente hostil"                  | Mikky Roberts       | Dólar                          |
| 12-sep-56 | 5.-"Nuevo amanecer"                     | Roberto de la Mata  | Toray                          |
| 20-sep-56 | 6.-"Sangre y plomo en el Pentágono"     | Mikky Roberts       | Bruguera                       |
| 30-nov-56 | 7.-"Torbellino de pasiones"             | Roberto de la Mata  | Toray                          |
| 13-dic-56 | 8.-"Hollywood para ella"                | Roberto de la Mata  | Toray                          |
| 14-dic-56 | 9.-"Crimen, Sociedad Anónima"           | Mikky Roberts       | Bruguera                       |
| 26-dic-56 | 10.-"Como en un sueño"                  | Roberto de la Mata  | Toray                          |
| Año 1957  |                                         |                     |                                |
| 11-ene-57 | 11.-"Tejano y testarudo"                | Mikky Roberts       | Bruguera                       |
| 21-feb-57 | 12.-"Tal para cual"                     | Mikky Roberts       | Bruguera                       |
| 14-mar-57 | 13.-"La rubia de los gatos"             | Mikky Roberts       | Bruguera                       |
| 23-mar-57 | 14.-"Todo un hombre"                    | Mikky Roberts       | Bruguera                       |
| 05-abr-57 | 15.-"Humo de muerte"                    | Mikky Roberts       | Bruguera                       |
| 26-abr-57 | 16.-"Doncella y millonaria"             | Roberto de la Mata  | Bruguera                       |
| 24-may-57 | 17.-"Plomo que abrasa"                  | Mikky Roberts       | Bruguera                       |
| 07-jun-57 | 18.-"Contra su propia sangre'           | Mikky Roberts       | Bruguera                       |
| 21-jun-57 | 19.-"Con sudario de niebla"             | Mikky Roberts       | Bruguera                       |
| 05-jul-57 | 20.-"Por una estrella de sheriff"       | Mikky Roberts       | Bruguera                       |
| 09-ago-57 | 21.-"Llegar y morir"                    | Mikky Roberts       | Bruguera                       |
| 22-ago-57 | 22.-"Un caballero del sur"              | Mikky Roberts       | Bruguera Argentina             |
| 30-ago-57 | 23.-"Humo, plomo y muerte"              | Mikky Roberts       | Bruguera                       |
| 24-sep-57 | 24.-"Lince Benton"                      | Mikky Roberts       | Bruguera Argentina             |
| 27-sep-57 | 25.-"Uno entre mil"                     | Mikky Roberts       | Bruguera                       |
| 11-oct-57 | 26.-"Tan sólo unos muertos"             | Mikky Roberts       | Bruguera                       |
| 15-nov-57 | 27.-"Su mejor amigo"                    | Mikky Roberts       | Bruguera Argentina             |
| 29-nov-57 | 28.-"Juez con pistolas"                 | Mikky Roberts       | Bruguera                       |
| Año 1958  |                                         |                     |                                |
| 07-feb-58 | 29.-"Oro líquido"                       | Mikky Roberts       | Bruguera Argentina             |
| 07-feb-58 | 30.-"Un cadáver sin dueño"              | Mikky Roberts       | Bruguera                       |
| 14-feb-58 | 31.-"Sólo contra la muerte"             | Mikky Roberts       | Bruguera                       |
| 20-feb-59 | 32.-"El silencioso"                     | Mikky Roberts       | Bruguera Argentina             |
| 21-abr-58 | 33.-"Los muertos no se quejan"          | Mikky Roberts       | Bruguera                       |
| 16-jul-58 | 34.-"Mascando plomo"                    | Mikky Roberts       | Bruguera Argentina             |
| 01-ago-58 | 35.-"Reportaje especial"                | Mikky Roberts       | Bruguera                       |
| 07-ago-58 | 36.-"Corazón de hierro"                 | Mikky Roberts       | Bruguera                       |
| 15-ago-58 | 37.-"Un revólver de oro"                | Mikky Roberts       | Bruguera                       |
| 25-ago-58 | 38.-"Mister Horca"                      | Mikky Roberts       | Bruguera                       |
| 07-nov-58 | 39.-"Un intruso en la ciudad"           | Mikky Roberts       | Bruguera                       |
| 01-dic-58 | 40.-"Temple de acero"                   | Mikky Roberts       | Bruguera Argentina             |
| 13-dic-58 | 41.-"Negocio en quiebra"                | Mikky Roberts       | Bruguera                       |
| Año 1959  |                                         |                     |                                |
| 13-ene-59 | 42.-"¡Prepara tu revólver!"             | Mikky Roberts       | Bruguera Argentina             |
| 16-ene-59 | 43.-"Un hombre peligroso"               | Mikky Roberts       | Bruguera                       |
| 17-ene-59 | 44.-"Un par de revólveres"              | Mikky Roberts       | Bruguera                       |
| 24-ene-59 | 45.-"Marcados por el odio"              | Mikky Roberts       | Bruguera Argentina             |
| 15-mar-59 | 46.-"Plomo para un tahúr"               | Mikky Roberts       | Bruguera Argentina             |
| 10-abr-59 | 47.-"El amigo de la muerte"             | Mikky Roberts       | Bruguera Argentina             |
| 29-may-59 | 48.-"Herencia fúnebre"                  | Mikky Roberts       | Bruguera                       |
| 05-jun-59 | 49.-"Un hombre bravo"                   | Mikky Roberts       | Bruguera                       |
| 12-jun-59 | 50.-"Soplo de muerte"                   | Mikky Roberts       | Bruguera                       |
| 24-jun-59 | 51.-"Plomo anónimo"                     | Mikky Roberts       | Bruguera                       |
| 09-jul-59 | 52.-"La senda del crimen" (FALTA)       | Mikky Roberts       | Bruguera                       |
| 10-jul-59 | 53.-"Calle sin ley"                     | Mikky Roberts       | Bruguera                       |
| 18-jul-59 | 54.-"Fantasma City"                     | Mikky Roberts       | Bruguera Argentina             |
| 31-jul-59 | 55.-"Mi medicina es el colt"            | Mikky Roberts       | Bruguera                       |
| 14-ago-59 | 56.-"Una dama peligrosa"                | Mikky Roberts       | Bruguera                       |
| 31-ago-59 | 57.-"El gun-man solitario"              | Mikky Roberts       | Bruguera Argentina             |
| 12-sep-59 | 58.-"El desertor"                       | Mikky Roberts       | Bruguera Argentina             |
| 17-sep-59 | 59.-"Del mismo palo"                    | Mikky Roberts       | Bruguera                       |
| 24-oct-59 | 60.-"Reina de corazones" (película)     | Mikky Roberts       | Bruguera Argentina             |
| 29-oct-59 | 61.-"Sentencia de colt"                 | Mikky Roberts       | Bruguera                       |
| 05-nov-59 | 62.-"Rio Diablo"                        | Mikky Roberts       | Bruguera                       |
| 19-nov-59 | 63.-"Puño de hierro"                    | Mikky Roberts       | Bruguera                       |
| 09-dic-59 | 64.-"Trece muertos"                     | Mikky Roberts       | Bruguera                       |
| 10-dic-59 | 65.-"Se busca sheriff"                  | Mikky Roberts       | Bruguera Argentina             |
| 10-dic-59 | 66.-"Gatillo alegre"                    | Mikky Roberts       | Bruguera Argentina             |
| Año 1960  |                                         |                     |                                |
| 10-ene-60 | 67.-"Carne de pistolero"                | Mikky Roberts       | Bruguera Argentina             |
| 17-feb-60 | 68.-"Calavera Jim"                      | Mikky Roberts       | Bruguera Argentina             |
| 08-ene-60 | 69.-"El precio de una bala"             | Mikky Roberts       | Bruguera                       |
| 03-mar-60 | 70.-"Ciudad abierta"                    | Mikky Roberts       | Bruguera Argentina             |
| 29-mar-60 | 71.-"Réquiem para un sheriff"           | Mikky Roberts       | Bruguera                       |
| 04-abr-60 | 72.-"Tras las huellas del muerto"       | Mikky Roberts       | Bruguera                       |
| 02-may-60 | 73.-"La gran carrera"                   | Mikky Roberts       | Bruguera Argentina             |
| 23-may-60 | 74.-"Juez tumba"                        | Mikky Roberts       | Bruguera                       |
| 06-jun-60 | 75.-"Furia de héroes"                   | Mikky Roberts       | Bruguera                       |
| 01-jul-60 | 76.-"O seu sonho era Hollywood"         | Roberto de la Mata  | Agencia Portuguesa             |
| 22-ago-60 | 77.-"El camino del oro"                 | Mikky Roberts       | Bruguera                       |
| 05-sep-60 | 78.-"La dama del tren"                  | Mikky Roberts       | Bruguera                       |
| 12-sep-60 | 79.-"Sangre caliente"                   | Mikky Roberts       | Bruguera                       |
| 19-sep-60 | 80.-"Simplemente un tejano              | Mikky Roberts       | Bruguera Argentina             |
| 17-oct-60 | 81.-"Manos de pistolero"                | Mikky Roberts       | Bruguera                       |
| 07-nov-60 | 82.-"Juego sangriento"                  | Mikky Roberts       | Bruguera                       |
| 21-nov-60 | 83.-"Fuego y pólvora"                   | Mikky Roberts       | Bruguera                       |
| 12-dic-60 | 84.-"Llegó con la muerte"               | Mikky Roberts       | Bruguera                       |
| 06-jul-60 | 85.-"Un ataúd de pino                   | Mikky Roberts       | Bruguera Argentina             |
| 18-jul-60 | 86.-"Uno hacia la muerte"               | Mikky Roberts       | Bruguera Argentina             |
| Año 1961  |                                         |                     |                                |
| 12-ene-61 | 87.-"Bellezas para morir"               | Mikky Roberts       | Bruguera                       |
| 17-ene-61 | 88.-"La ley ha muerto" (Doble)          | Mikky Roberts       | Bruguera                       |
| 23-ene-61 | 89.-"La viuda negra"                    | Mikky Roberts       | Bruguera                       |
| 30-ene-61 | 90.-"Las estrellas también mueren"      | Mikky Roberts       | Bruguera                       |
| 20-feb-61 | 91.-"La caricia del cáñamo"             | Mikky Roberts       | Bruguera                       |
| 20-mar-61 | 92.-"Vasallos del mal"                  | Mikky Roberts       | Bruguera Argentina             |
| 20-mar-61 | 93.-"Agente Pinkerton"                  | Mikky Roberts       | Bruguera                       |
| 24-mar-61 | 94.-"Seis balas de plomo"               | Mikky Roberts       | Bruguera Argentina             |
| 24-mar-61 | 95.-"Cruces para los muertos"           | Mikky Roberts       | Bruguera Argentina             |
| 30-mar-61 | 96.-"Rancho Calamidad"                  | Mikky Roberts       | Bruguera Argentina             |
| 01-abr-61 | 97.-"Texas siempre gana"                | Mikky Roberts       | Bruguera Argentina             |
| 10-abr-61 | 98.-"Eran cinco diablos"                | Mikky Roberts       | Bruguera Argentina             |
| 10-abr-61 | 99.-"Sustituto para morir'              | Mikky Roberts       | Bruguera                       |
| 21-abr-61 | 100.-"Prisa para morir"                 | Mikky Roberts       | Bruguera Argentina             |
| 21-abr-61 | 101.-"Gente brava"                      | Mikky Roberts       | Bruguera Argentina             |
| 21-abr-61 | 102.-"Ciudad marcada"                   | Mikky Roberts       | Bruguera Argentina             |
| 21-abr-61 | 103.-"Sombrero rojo"                    | Mikky Roberts       | Bruguera Argentina             |
| 15-may-61 | 104.-"Muerte en tus brazos"             | Mikky Roberts       | Bruguera                       |
| 01-may-61 | 105.-"El peor hombre de Kansas"         | Mikky Roberts       | Bruguera                       |
| 15-may-61 | 106.-"Bueno con el revólver" (película) | Mikky Roberts       | Bruguera                       |
| 29-may-61 | 107.-"La guarida del hampa" (película)  | Mikky Roberts       | Bruguera Argentina             |
| 20-jun-61 | 108.-"Corazón violento" (Doble)         | Mikky Roberts       | Bruguera                       |
| 12-jul-61 | 109.-"La ciudad del crimen"             | Mikky Roberts       | Bruguera                       |
| 08-dic-61 | 110.-"Sin piedad" (Doble)               | Mikky Roberts       | Bruguera                       |
|           | 111.-"La sombra del ahorcado"           | Mikky Roberts       | Bruguera Argentina             |
| 14-ago-61 | 112.-"Legado sangriento"                | Mikky Roberts       | Bruguera                       |
| 18-jul-61 | 113.-"Intriga diabólica"                | Mikky Roberts       | Bruguera                       |
| 07-ago-61 | 114.-"El asesino cuidadoso"             | Mikky Roberts       | Bruguera                       |
| 10-sep-61 | 115.-"Muerte a plazo fijo"              | Mikky Roberts       | Bruguera                       |
| 10-abr-61 | 116.-"Nervios de acero"                 | Mikky Roberts       | Bruguera Argentina             |
| 02-oct-61 | 117.-"Los sheriffs mueren al amanecer"  | Mikky Roberts       | Bruguera Argentina             |
| 18-nov-61 | 118.-"Casta salvaje"                    | Mikky Roberts       | Bruguera                       |
| 18-nov-61 | 119.-"Sangre sobre mí"                  | Mikky Roberts       | Bruguera                       |
| 21-nov-61 | 120.-"Senda de violencia"               | Mikky Roberts       | Bruguera Argentina             |
| Año 1962  |                                         |                     |                                |
| 02-abr-62 | 121.-"Un sheriff y una tumba"           | Mikky Roberts       | Bruguera Argentina             |
| 21-may-62 | 122.-"Noche infernal"                   | Mikky Roberts       | Bruguera                       |
| 18-jun-62 | 123.-"Al margen del horror"             | Mikky Roberts       | Bruguera                       |
| 09-jul-62 | 124.-"¡Plástico!"                       | Mikky Roberts       | Bruguera                       |
| 10-jul-62 | 125.-"Falso rural" (Doble)              | Mikky Roberts       | Bruguera                       |
| 23-jul-62 | 126.-"La ley está conmigo"              | Mikky Roberts       | Bruguera Argentina             |
| 30-jul-62 | 127.-"Seis muertes en el colt"          | Mikky Roberts       | Bruguera                       |
| 23-ago-62 | 128.-"Desde el más allá"                | Mikky Roberts       | Bruguera                       |
| 17-oct-62 | 129.-"Red de traidores"                 | Mikky Roberts       | Bruguera                       |
| 07-dic-62 | 130.-"El secreto de las tumbas"         | Mikky Roberts       | Bruguera                       |
|           | REEDICIONES                             |                     |                                |
| 11-jul-62 | 131.-"Oro líquido"                      | Mikky Roberts       | Bruguera                       |
| 06-jul-62 | 132.-"Plomo para un tahúr"              | Mikky Roberts       | Bruguera                       |
| 10-nov-62 | 133.-"¡Prepara tu revólver!"            | Mikky Roberts       | Bruguera                       |
|           | REEDICIONES EN PORTUGAL                 |                     |                                |
| 21-feb-62 | 134.-"Os mortos dao má fama"            | M.M.Astrain         | Agencia Portuguesa de Revistas |
| 21-feb-62 | 135.-"Dinheiro sangrento"               | M.M.Astrain         | Agencia Portuguesa de Revistas |
| 21-feb-62 | 136.-"Turbilhao"                        | M.M.Astrain         | Agencia Portuguesa de Revistas |
| 07-mar-62 | 137.-"Mulheres a mais"                  | M.M.Astrain         | Agencia Portuguesa de Revistas |
| 07-mar-62 | 138.-"O passado voltou"                 | M.M.Astrain         | Agencia Portuguesa de Revistas |
| 08-mar-62 | 139.-"Idilio na radio"                  | M.M.Astrain         | Agencia Portuguesa de Revistas |
| 08-mar-62 | 140.-"Luta de coraçoes"                 | M.M.Astrain         | Agencia Portuguesa de Revistas |
| Año 1963  |                                         |                     |                                |
| 25-ene-63 | 141.--"La calavera de plata"            | Mikky Roberts       | Bruguera                       |
| 28-ene-63 | 142.--"Una estrella con problemas"      | Mikky Roberts       | Bruguera                       |
| 28-ene-63 | 143.--"Caribe sangriento"               | Mikky Roberts       | Bruguera                       |
| 03-may-63 | 144.--"Juego duro"                      | Mikky Roberts       | Bruguera                       |
| 18-ene-64 | 145.--"Fuego maldito (Doble)            | Mikky Roberts       | Bruguera                       |
| 07-oct-63 | 146.--"Puños de granito"                | Mikky Roberts       | Bruguera                       |
| 08-oct-63 | 147.--"La ciudad sitiada"               | Mikky Roberts       | Bruguera Argentina             |
| 30-sep-63 | 148.--"Vampyr"                          | Mikky Roberts       | Bruguera                       |
| 28-oct-63 | 149.--"Cuando acecha Eva"               | Mikky Roberts       | Bruguera                       |
| 22-mar-64 | 150.--"La muerte a su servicio"         | Mikky Roberts       | Bruguera                       |
| 07-dic-63 | 151.--"Redes de nylon"                  | Mikky Roberts       | Bruguera                       |
| 04-abr-64 | 152.--"Venus negra"                     | Mikky Roberts       | Bruguera                       |
| 24-mar-64 | 153.--"Traía la muerte"                 | Mikky Roberts       | Bruguera                       |
| 05-may-64 | 154.--"En la tela de araña"             | Mikky Roberts       | Bruguera                       |
|           | REEDICIONES                             |                     |                                |
| 15-jun-63 | 155.--"Herencia fúnebre"                | Mikky Roberts       | Bruguera                       |
| 08-ago-63 | 156.--"Sentencia de colt"               | Mikky Roberts       | Bruguera                       |
| 14-sep-63 | 157.--"Belleza para morir"              | Mikky Roberts       | Bruguera                       |
| 05-ago-63 | 158.--"Un caballero del Sur"            | Mikky Roberts       | Bruguera                       |
| 14-ene-64 | 159.--"Los muertos no se quejan"        | Mikky Roberts       | Bruguera                       |
|           | 160.--"Una estrella con problemas"      | Mikky Roberts       | Bruguera                       |
| Año 1964  |                                         |                     |                                |
| 19-ago-64 | 161.--"Rancho Gun-Man"                  | Mikky Roberts       | Bruguera                       |
| 05-jul-64 | 162.--"Uñas de gata"                    | Mikky Roberts       | Bruguera                       |
| 07-ene-65 | 163.--"El violento"                     | Mikky Roberts       | Bruguera                       |
| 11-nov-64 | 164.--"Voces de muerte"                 | Mikky Roberts       | Bruguera                       |
| 02-feb-64 | 165.--"Un sheriff bravo"                | Mikky Roberts       | Bruguera Argentina             |
| 14-abr-65 | 166.--"Medio millón"                    | Mikky Roberts       | Bruguera                       |
|           | REEDICIONES                             |                     |                                |
| 09-jul-64 | 167.--"Eran cinco diablos"              | Mikky Roberts       | Bruguera                       |
| 14-feb-64 | 168.--"El amigo de la muerte"           | Mikky Roberts       | Bruguera Argentina             |
| 11-jun-64 | 169.--"Sombrero rojo"                   | Mikky Roberts       | Bruguera                       |
| 22-sep-64 | 170.--"Sangre y plomo en el Pentágono"  | Mikky Roberts       | Bruguera                       |
| 11-jun-64 | 171.--"El asesino cuidadoso"            | Mikky Roberts       | Bruguera                       |
| 28-nov-64 | 172.--"Las estrellas también mueren"    | Mikky Roberts       | Bruguera                       |
| 28-nov-64 | 173.--"Tal para cual"                   | Mikky Roberts       | Bruguera                       |
| Año 1965  |                                         |                     |                                |
| 09-jun-65 | 174.--"Diligencia al oeste"             | Mikky Roberts       | Bruguera                       |
| 14-jul-65 | 175.--"Un rincón para morir"            | Mikky Roberts       | Bruguera                       |
| 08-sep-65 | 176.--"Tregua rota"                     | Mikky Roberts       | Bruguera                       |
| 11-dic-65 | 177.--"Sentencia: horca"                | Mikky Roberts       | Bruguera                       |
| 24-ene-65 | 178.--"Infierno sobre ruedas"           | Mikky Roberts       | Bruguera                       |
| 23-may-66 | 179.--"Oro enterrado"                   | Mikky Roberts       | Bruguera                       |
|           | REEDICIONES                             |                     |                                |
| 21-ene-65 | 180.--"Intriga diabólica"               | Mikky Roberts       | Bruguera                       |
| 27-ene-65 | 181.--"Los sheriffs mueren al amanecer" | Mikky Roberts       | Bruguera                       |
| 13-feb-65 | 182.--"El gun-man solitario"            | Mikky Roberts       | Bruguera                       |
| 11-jun-65 | 183.--"Tan solo unos muertos"           | Mikky Roberts       | Bruguera                       |
| 07-may-65 | 184.--"Una dama peligrosa"              | Mikky Roberts       | Bruguera                       |
| 14-may-65 | 185.--"Sangre sobre mí"                 | Mikky Roberts       | Bruguera                       |
| 23-ago-65 | 186.--"Negocio en quiebra"              | Mikky Roberts       | Bruguera                       |
| 11-jul-65 | 187.--"Ciudad abierta"                  | Mikky Roberts       | Bruguera                       |
| 13-oct-65 | 188.--"Muerte en tus brazos"            | Mikky Roberts       | Bruguera                       |
| 14-nov-65 | 189.--"Soplo de muerte"                 | Mikky Roberts       | Bruguera                       |
| 24-nov-65 | 190.--"Crimen, Sociedad Anónima"        | Mikky Roberts       | Bruguera                       |
| 02-feb-66 | 191.--"Su mejor amigo"                  | Mikky Roberts       | Bruguera Argentina             |
| Año 1966  |                                         |                     |                                |
| 17-feb-67 | 192.--"Cazador de forajidos"            | Mikky Roberts       | Bruguera                       |
| 27-feb-67 | 193.--"El galeón sumergido"             | Mikky Roberts       | Bruguera                       |
| 12-ago-67 | 194.--"Sed de morir"                    | Mikky Roberts       | Bruguera                       |
| 22-sep-67 | 195.--"¡No toquéis a las siamesas!"     | Mikky Roberts       | Bruguera                       |
|           | REEDICIONES                             |                     |                                |
| 22-nov-63 | 196.--"Tal para cual"                   | Mikky Roberts       | Bruguera Argentina             |
| 21-ene-64 | 197.--"Sólo contra la muerte"           | Mikky Roberts       | Bruguera Argentina             |
| 14-abr-66 | 198.--"Reportaje especial"              | Mikky Roberts       | Bruguera                       |
| 18-jun-66 | 199.--"Un cadáver sin dueño"            | Mikky Roberts       | Bruguera                       |
| 14-ago-66 | 200.--"Una estrella con problemas"      | Mikky Roberts       | Bruguera                       |
| 11-abr-64 | 201.--"Plomo para un tahúr"             | Mikky Roberts       | Bruguera Argentina             |
| 18-nov-66 | 202.--"El secreto de las tumbas"        | Mikky Roberts       | Bruguera                       |
| 22-feb-62 | 203.--"Su mejor amigo"                  | Mikky Roberts       | Bruguera Argentina             |
| 13-feb-63 | 204.--"El amigo de la muerte"           | Mikky Roberts       | Bruguera Argentina             |
| Año 1967  |                                         |                     |                                |
| 14-may-68 | 205.--"Bajos fondos"                    | Mikky Roberts       | Bruguera                       |
| 12-jul-68 | 206.--"La esposa del Gobernador"        | Mikky Roberts       | Bruguera                       |
| 14-mar-67 | 207.--"Impulso salvaje"                 | Mikky Roberts       | Bruguera                       |
| 08-nov-67 | 208.--"Bueno con el revólver"           | Mikky Roberts       | Bruguera                       |
|           | REEDICIONES                             |                     |                                |
| 04-abr-67 | 209.--"Caribe sangriento"               | Mikky Roberts       | Bruguera                       |
| 19-ene-67 | 210.--"Al margen del horror"            | Mikky Roberts       | Bruguera                       |
| 14-dic-67 | 211.--"Muerte a precio fijo"            | Mikky Roberts       | Bruguera                       |
| Año 1968  |                                         |                     |                                |
| 21-feb-68 | 212.--"Fantasma city"                   | Mikky Roberts       | Bruguera                       |
| 11-jul-68 | 213.--"Fuego y pólvora"                 | Mikky Roberts       | Bruguera                       |
| 26-sep-68 | 214.--"Sede de sangue"                  | Mikky Roberts       | Bruguera Río Janeiro           |
| Año 1969  |                                         |                     |                                |
| 13-feb-69 | 215.--"Que a justiça seja feita"        | Mikky Roberts       | Bruguera Río Janeiro           |
| 13-feb-69 | 216.--"O assassino cuidadoso"           | Mikky Roberts       | Bruguera Río Janeiro           |
| 12-ago-69 | 217.--Territorio livre"                 | Mikky Roberts       | Bruguera Rio Janeiro           |
| 12-ago-69 | 218.--"Flor do lodo"                    | Mikky Roberts       | Bruguera Río Janeiro           |
| Año 1970  |                                         |                     |                                |
| 12-ene-70 | 219.--"Legado sangriento"               | Mikky Roberts       | Bruguera                       |
| 17-abr-70 | 220.--"El violento"                     | Mikky Roberts       | Bruguera                       |
| 16-jun-70 | 221.--"El gunman solitario"             | Mikky Roberts       | Bruguera                       |
| 21-ago-70 | 222.--"Tregua rota"                     | Mikky Roberts       | Bruguera                       |
| 14-oct-70 | 223.--"Lince Benton"                    | Mikky Roberts       | Bruguera                       |
| Año 1971  |                                         |                     |                                |
| 07-feb-71 | 224.--"Un homem violento"               | Mikky Roberts       | Bruguera Río Janeiro           |
| 11-jun-71 | 225.--"Pistolero solitario"             | Mikky Roberts       | Bruguera Río Janeiro           |
| 21-ago-71 | 226.--"Trégua"                          | Mikky Roberts       | Bruguera Río Janeiro           |
| 21-oct-71 | 227.--"O Lince"                         | Mikky Roberts       | Bruguera Río Janeiro           |
| Año 1972  |                                         |                     |                                |
| 16-jun-72 | 228.--"Impulso salvagem"                | Mikky Roberts       | Bruguera Río Janeiro           |
| Año 1979  |                                         |                     |                                |
| 06-ene-79 | 229.--"Plomo para un tahur"             | Mikky Roberts       | Bruguera                       |
| 23-abr-79 | 230.--"La ciudad sitiada"               | Mikky Roberts       | Bruguera                       |
| 14-sep-79 | 231.--"Un sheriff bravo"                | Mikky Roberts       | Bruguera                       |
|           | NOVELAS Inéditas                        |                     |                                |
|           | 232.--"La gran pasión"                  | Roberto de la Mata  |                                |
|           | 233.--"Lilí y el príncipe"              | Roberto de la Mata  |                                |
|           | 234.--"Consultorio sentimental"         | Roberto. De la Mata |                                |
|           | 235.--"Rastro de sangre"                | Mikky Roberts       |                                |
|           | 236.--"El rapto"                        | Mikky Roberts       |                                |